# Georgia Spiropoulos
Georgía Spyropoúlou (grec moderne : Γεωργία Σπυροπούλου), connue à l’étranger sous le nom de Georgia Spiropoulos, née à Athènes en 1965, est une compositrice grecque,,,.

## Biographie
Elle a fait ses études de piano, d'écriture, de contrepoint et de fugue à Athènes. Parallèlement, elle s’initie au jazz et travaille en tant qu’instrumentiste et arrangeur de musique traditionnelle grecque de transmission orale (CD LYRA UCD0009, Athens 1997).
En 1996, elle s'installe à Paris et étudie la composition instrumentale et électro-acoustique avec Philippe Leroux, la composition avec Jacques Charpentier et l'analyse avec Michaël Levinas ; elle participe aussi aux masterclasses de Georges Crumb et de Günter Kahowez.
En 2000-2001, elle suit le cursus de composition et d'informatique musicale à l’IRCAM et travaille avec Jonathan Harvey, Tristan Murail, Brian Ferneyhough, Marco Stroppa, Philippe Hurel et Ivan Fedele.
Elle a reçu des commandes de l'IRCAM, de l'Ensemble Intercontemporain, du ministère de la Culture français, du ministère de la Culture de Baden-Wûrttemberg, de Radio France, de la Sacem, des chœurs "Accentus" et "Jeune Chœur de Paris", de l'ensemble "L'Itinéraire", de l'ensemble 2E2M et de La Muse en circuit, du quatuor des saxophones "Habanera", de l'ensemble "Diffraction", de Claude Delangle et d'Elisabeth Chojnacka.
Ses œuvres ont été jouées en France, aux États-Unis, en Allemagne, en Autriche, au Japon, en Grèce et en Pologne, à l'Ircam, au Centre Pompidou, à la Cité de la musique, à l'auditorium du Louvre, au Duo Dijon, au théâtre de Poitiers, à Yerba Buena Center for the Arts (San Francisco), au Symphony Space (NYC), au SUNY-Potsdam (NY), au Ooizumi-gakuen Yumeria Center (Tokyo), au Hiroshimashi Nishikumin Bunka Center (Hiroshima), à Radial System V (Berlin), à l'Elisabeth-Schneider-Stiftung (Fribourg), au Kulturhaus Karlstorbahnhof (Heidelberg), au Hessisches Staats Theater (Wiesbaden), à l'Alte Schmiede (Vienne), à l'Akademie de Musique de Cracovie, au Forum Culturel du Blanc-Mesnil, au CNSM de Paris, à l'église Notre-Dame-des-Blancs-Manteaux, au Tour de Crest, au Goethe Institut d'Athènes, à Ionio University.
Georgia Spiropoulos a été nommée en 2013 chevalier de l'Ordre des Arts et des Lettres par la Ministre de la Culture et de la Communication Aurélie Filippetti.
Elle a reçu le prix Villa Médicis hors les Murs 2002 pour les États-Unis et a travaillé en tant que compositeur en résidence à New York (2003-04).
Georgia Spiropoulos a participé au comité de lecture de l'IRCAM 2005 pour le cursus et le stage de composition et d'informatique musicale.
En 2008-2010, elle est invitée à travailler à l'Ircam en tant que compositeur-en-recherche avec le projet Mask : transformations de la voix et création d'outils pour la live performance.

## Discographie
2021 : Fonotopia chez Eole records